# Lijst van afleveringen van Top Gear

Top Gear

Dit is een lijst van afleveringen van Top Gear, een serie van BBC2.
Het programma heeft in totaal 26 seizoenen.

## Overzicht
| Seizoen | Afleveringen | Uitgezonden      | Uitgezonden      |
| Seizoen | Afleveringen | Start            | Einde            |
| ------- | ------------ | ---------------- | ---------------- |
| 1       | 10           | 20 oktober 2002  | 29 december 2002 |
| 2       | 10           | 11 mei 2003      | 20 juli 2003     |
| 3       | 9            | 26 oktober 2003  | 28 december 2003 |
| 4       | 10           | 9 mei 2004       | 1 augustus 2004  |
| 5       | 9            | 24 oktober 2004  | 26 december 2004 |
| 6       | 11           | 22 mei 2005      | 7 augustus 2005  |
| 7       | 7            | 13 november 2005 | 12 februari 2006 |
| 8       | 8            | 7 mei 2006       | 30 juli 2006     |
| 9       | 8            | 28 januari 2007  | 25 juli 2007     |
| 10      | 11           | 7 oktober 2007   | 14 maart 2008    |
| 11      | 6            | 22 juni 2008     | 27 juli 2008     |
| 12      | 8            | 2 november 2008  | 28 december 2008 |
| 13      | 7            | 21 juni 2009     | 2 augustus 2009  |
| 14      | 8            | 15 november 2009 | 3 januari 2010   |
| 15      | 7            | 27 juni 2010     | 22 november 2010 |
| 16      | 8            | 21 december 2010 | 27 februari 2011 |
| 17      | 7            | 26 juni 2011     | 14 november 2011 |
| 18      | 10           | 28 december 2011 | 19 november 2012 |
| 19      | 7            | 27 januari 2013  | 10 maart 2013    |
| 20      | 8            | 30 juni 2013     | 18 november 2013 |
| 21      | 8            | 2 februari 2014  | 17 november 2014 |
| 22      | 10           | 27 december 2014 | 28 juni 2015     |
| 23      | 6            | 29 mei 2016      | 3 juli 2016      |
| 24      | 7            | 5 maart 2017     | 23 april 2017    |
| 25      | 6            | 25 februari 2018 | 1 april 2018     |
| 26      | 5            | 17 februari 2019 | 17 maart 2019    |

1. ↑  Er waren origineel 12 afleveringen gepland. Op 11 maart 2015 kondigde de BBC aan dat Jeremy Clarkson was geschorst terwijl een incident zou worden onderzocht dat tijdens het filmen was voorgekomen, waarbij de resterende afleveringen van het seizoen werden teruggetrokken zolang het onderzoek liep. Voormalige Stig Perry McCarthy bekritiseerde de beslissing van de BBC om de afleveringen te trekken. Uit mediaberichten bleek al snel dat Clarkson betrokken was geweest bij een aanval tegen Oisin Tymon, waarin hij fysiek en verbaal geweld gebruikte tegen de producent nadat hem soep en een koude maaltijdschotel was aangeboden in plaats van de biefstuk die hij wilde, nadat de chef-kok in het hotel waar ze verbleven naar huis was gegaan. Ondanks een petitie die meer dan een miljoen keer werd ondertekend, kondigde de omroep op 25 maart officieel aan zijn contract niet te verlengen, waarbij hij werd verbannen van de show.
Wegens het ontslag van Clarkson werd de reeks verkort met 2 afleveringen. Later is er nog 1 aflevering gemaakt zonder gasten met de filmpjes die ze al hadden gemaakt maar nog niet waren uitgezonden. Deze waren eigenlijk bedoeld voor aflevering 10, 11 en 12. Jeremy was zelf niet in de studio aanwezig bij deze laatste aflevering maar kwam deze nog wel inspreken.

## Seizoen 1
| Afl. | Titel                    | Reviews | Uitdagingen | Gast(en)                     | Uitzenddatum     |
| ---- | ------------------------ | --- | --- | ---------------------------- | ---------------- |
| 1    | Seizoen 1, Aflevering 1  | Pagani Zonda • Lamborghini Murciélago • Mazda6 • Suzuki Liana                                                                                | Citroën Berlingo Multispace als smokkelauto • Kun je een flitskast te snel af zijn? • Volvo 740 op plantenolie | Harry Enfield                | 20 oktober 2002  |
| 2    | Seizoen 1, Aflevering 2  | Ford Focus RS • Noble M12 GTO • Ford Escort RS 1800                                                                                          | Over hoeveel motorfietsen kan een dubbeldeksbus springen?                                                      | Jay Kay                      | 27 oktober 2002  |
| 3    | Seizoen 1, Aflevering 3  | Mini One • Toyota Yaris Verso • Citroën DS • Westfield XTR2 • Aston Martin DB7                                                               | Kunnen Oma's donuts doen in een Honda S2000?                                                                   | Ross Kemp                    | 3 november 2002  |
| 4    | Seizoen 1, Aflevering 4  | Aston Martin Vanquish • Ferrari 575M Maranello • Nissan Skyline R34 GT-R                                                                     | 2.0 liter familie-sedans                                                                                       | Steve Coogan • Richard Burns | 10 november 2002 |
| 5    | Seizoen 1, Aflevering 5  | Mercedes-Benz S-Klasse W220 • Audi A8 • Peugeot 206 • Maybach 62 • Bentley Arnage                                                            | Kun je een normale auto in een James Bond auto veranderen voor minder dan ₤300?                                | Jonathan Ross • Edd China    | 17 november 2002 |
| 6    | Seizoen 1, Aflevering 6  | Renault Vel Satis • BMW Z4 • Mercedes-Benz SL55 AMG • Honda NSX Type R                                                                       | Kunnen Oma's handrem-parkeren? • The Cool Wall                                                                 | Tara Palmer-Tomkinson        | 24 november 2002 |
| 7    | Seizoen 1, Aflevering 7  | Saab 9-3 • Lotus Elise 111S | Wat is de snelste religie van Groot-Brittannië?                                                                | Rick Parfitt • The Cool Wall | 1 december 2002  |
| 8    | Seizoen 1, Aflevering 8  | Audi RS6 • Mercedes-Benz E 55 AMG • Maserati Coupé • Ford Fiesta • Citroën C3 • Honda Jazz • Nissan Micra • MG ZR • gemodificeerde Lada Riva | Wie is de snelste bestelbusbestuurder van Groot-Brittannië? • Lotus geeft een Lada Riva een ₤100.000 makeover  | Michael Gambon               | 8 december 2002  |
| 9    | Seizoen 1, Aflevering 9  | Renault Espace • Volvo XC90 • Subaru Forester • Volkswagen Golf R32 • Honda Civic Type R • Toyota Land Cruiser • Radical SR3                 | Hoeveel sneller zal een Jaguar XJS gaan door gewicht te besparen na strippen? • The Cool Wall                  | Gordon Ramsay                | 22 december 2002 |
| 10   | Seizoen 1, Aflevering 10 | Range Rover • Lotus Esprit • Nissan Primera • TVR T350C                                                                                      | Wat is de snelste religie van Groot-Brittannië? - Deel 2 • Top Gear Awards 2002                                | -                            | 29 december 2002 |

## Seizoen 2
| Afl. | Titel                    | Reviews | Uitdagingen | Gast(en)         | Uitzenddatum |
| ---- | ------------------------ | --- | --- | ---------------- | ------------ |
| 11   | Seizoen 2, Aflevering 1  | Smart Roadster • Bowler Wildcat • Bentley T2 | Drag-race straalmotor verbrandt de slechtste auto aller tijden, 1985 Nissan Sunny • The Cool Wall                                | Vinnie Jones     | 11 mei 2003  |
| 12   | Seizoen 2, Aflevering 2  | Rolls-Royce Phantom • Rover P5 • BMW M3 • Audi S4 | Wat is de snelste politieke partij van Groot-Brittannië? • The Cool Wall                                                         | Jamie Oliver     | 18 mei 2003  |
| 13   | Seizoen 2, Aflevering 3  | Volkswagen Touareg • Lexus SC430 • Hyundai Coupé • BMW Z8 Alpina • Perodua Kelisa                                                                             | Welk land maakt de snelste supercar?                                                                                             | David Soul       | 25 mei 2003  |
| 14   | Seizoen 2, Aflevering 4  | Jaguar R Coupé • Jaguar Mk 2 • Jaguar XKR-R • Aston Martin DB7 GT                                                                                             | Hoe snel verveelt een Jaguar XJR? • The Cool Wall                                                                                | Boris Johnson    | 1 juni 2003  |
| 15   | Seizoen 2, Aflevering 5  | Porsche 911 Turbo • Porsche 911 Carrera 4S • Ford StreetKa • Triumph TR6 • Renault Clio V6                                                                    | Kan Ford's WRC pit crew een rally auto sneller ontmantelen en herbouwen dan vier vrouwen klaar kunnen zijn voor een avondje uit? | Anne Robinson    | 8 juni 2003  |
| 16   | Seizoen 2, Aflevering 6  | Subaru Impreza WRX STi • Mitsubishi Lancer Evolution VIII • Opel VX220 • Peugeot 206 GTI                                                                      | May doet een poging op het wereldsnelheidsrecord op land voor een caravan • The Cool Wall                                        | Richard Whiteley | 15 juni 2003 |
| 17   | Seizoen 2, Aflevering 7  | Koenigsegg CC8S • Hummer H1 • Hummer H2 | Menselijke Crash-test (Renault Mégane)                                                                                           | Neil Morrissey   | 22 juni 2003 |
| 18   | Seizoen 2, Aflevering 8  | Nissan 350Z • Alfa Romeo 147 GTA • Citroën C3 Pluriel • Mercedes-Benz CLK500 Cabriolet • Audi A4 Cabriolet • Daihatsu Copen • Volkswagen New Beetle Cabriolet | Een race voor het universum: sci-fi personages race rond het Top Gear-testcircuit (Honda Civic Type R)                           | Jodie Kidd       | 6 juli 2003  |
| 19   | Seizoen 2, Aflevering 9  | Vandenbrink Carver • Volvo S60 R • GM HyWire | Bestuur een Vauxhall Signum vanaf de achterbank                                                                                  | Patrick Stewart  | 13 juli 2003 |
| 20   | Seizoen 2, Aflevering 10 | TVR 350C • Overfinch 580S • Mercedes-Benz SLK320 • Cadillac Sixteen • Volkswagen Phaeton                                                                      | Land Rover betrouwbaarheidstest                                                                                                  | Alan Davies      | 20 juli 2003 |

## Seizoen 3
| Afl. | Titel                   | Reviews | Uitdagingen | Gast(en)            | Uitzenddatum     |
| ---- | ----------------------- | --- | --- | ------------------- | ---------------- |
| 21   | Seizoen 3, Aflevering 1 | Ford GT • BMW E60 • Porsche 911 GT3                                                                           | Loopt de Volkswagen Lupo zuiniger op diesel of benzine? • Kan de Stig 100 mph bereiken op de 200m lange baan van HMS Invincible? | Martin Kemp         | 26 oktober 2003  |
| 22   | Seizoen 3, Aflevering 2 | BMW M3 CSL • BMW M1 • BMW M3 • BMW M5                                                                         | Over hoeveel caravans kan een 1987 Volvo 240 springen? • Beste 2-zits sportwagen (Porsche Boxster • BMW Z4 • Honda S2000)        | Stephen Fry         | 2 november 2003  |
| 23   | Seizoen 3, Aflevering 3 | Bentley Continental GT • Subaru Legacy Outback                                                                | Saab 9-5 Aero versus een Harrier • Hoe te ontsnappen uit een zinkende auto? • Top Gear Enquête • The Cool Wall                   | Rob Brydon          | 9 november 2003  |
| 24   | Seizoen 3, Aflevering 4 | Lamborghini Miura • Lamborghini Countach • Mini Cooper S Works • Lamborghini Gallardo                         | Lamborghini homage | Rich Hall • Jay Kay | 16 november 2013 |
| 25   | Seizoen 3, Aflevering 5 | Mazda RX-8 • Fiat Panda                                                                                       | Kan de 1988 Toyota Hilux worden vernietigd? • Hammond zoekt naar toekomstige klassiekers • The Cool Wall                         | Simon Cowell        | 23 november 2003 |
| 26   | Seizoen 3, Aflevering 6 | Citroën C2 • Renault Mégane CC • Peugeot 307 CC • 1977 Aston Martin V8 Vantage • Holden Monaro                | Kan de 1988 Toyota Hilux worden vernietigd? - Deel 2 • The Cool Wall                                                             | Sanjeev Bhaskar     | 7 december 2003  |
| 27   | Seizoen 3, Aflevering 7 | MG XPower SV • Porsche Cayenne Turbo • Mercedes-Benz SLR McLaren                                              | Welke hoogleraar kan de beste burn-out maken? • Wat is de beste Britse auto? (Rover 75 • Morgan Plus 8 • Noble M12)              | Rory Bremner        | 14 december 2003 |
| 28   | Seizoen 3, Aflevering 8 | Mercedes-Benz 280SL • Nissan Micra • Aston Martin Lagonda • Audi TT                                           | Top Gear generatiespel | Johnny Vegas        | 21 december 2003 |
| 29   | Seizoen 3, Aflevering 9 | Chrysler Crossfire • Smart Roadster (Brabus V6 Bi-Turbo) • Jaguar XJ6 • Honda Civic Type R • Honda NSX Type R | Top Gear Awards 2003 | Carol Vorderman     | 28 december 2003 |

## Seizoen 4
| Afl. | Titel                    | Reviews                                                                               | Uitdagingen | Gast(en)                          | Uitzenddatum    |
| ---- | ------------------------ | ------------------------------------------------------------------------------------- | --- | --------------------------------- | --------------- |
| 30   | Seizoen 4, Aflevering 1  | Rover CityRover • Aston Martin DB9                                                    | Race van Dunsfold naar Monte Carlo (Aston Martin DB9 • Franse TGV) • Kan een Apache-helikopter missile lock krijgen op een Lotus Exige? • The Cool Wall                                                                                          | Fay Ripley                        | 9 mei 2004      |
| 31   | Seizoen 4, Aflevering 2  | Mercedes-Benz SLR McLaren • Alfa Romeo 166 • Cadillac Escalade • Ford FAB-1           | Kan een non een monstertruck rijden? • Hammond wordt gehypnotiseerd | Paul McKenna                      | 16 mei 2004     |
| 32   | Seizoen 4, Aflevering 3  | Porsche 911 GT3 RS • Ferrari 360 Challenge Stradale • 1968 Dodge Charger 440 R/T      | Koop een auto voor minder dan ₤100 (1988 Volvo 760 V6 GLE • 1991 Rover 416GTi • 1989 Audi 80) | Jordan                            | 23 mei 2004     |
| 33   | Seizoen 4, Aflevering 4  | Porsche Carrera GT                                                                    | Hammond en May spelen Darts met behulp van auto's • Zuinigheidsuitdaging: van Londen naar Edinburgh en weer terug zonder te tanken (Audi A8 TDi V8) • Ford SportKa vs. race-duiven • Mitsubishi Lancer Evolution VIII vs. Subaru Impreza WRX STi | Ronnie O'Sullivan                 | 30 mei 2004     |
| 34   | Seizoen 4, Aflevering 5  | MG ZT 260 • Vauxhall Astra H • Mazda3 • Volkswagen Golf V                             | Sportieve coupés op Pendine Sands (BMW 645Ci • Jaguar XK-R • Porsche 911 Carrera 2) • Een Volkswagen Golf V wordt opzettelijk getroffen door bliksem • The Cool Wall                                                                             | Johnny Vaughan • Denise van Outen | 6 juni 2004     |
| 35   | Seizoen 4, Aflevering 6  | Renault Clio RS • Jaguar XJS • Cadillac CTS • Nissan Cube                             | Kan een auto worden aangedreven door mest? | Terry Wogan                       | 13 juni 2004    |
| 36   | Seizoen 4, Aflevering 7  | Spyker C8 Spyder • Mercedes-Benz CL 65 AMG                                            | MPV's als taxi's (Renault Scénic • Ford C-MAX) | Lionel Richie                     | 11 juli 2004    |
| 37   | Seizoen 4, Aflevering 8  | Ford GT • Maserati Quattroporte                                                       | Diesel vs. benzine voor snelle hatchbacks (Škoda Fabia VRS • Mini Cooper) • Is de straalmotor van een Boeing 747 krachtig genoeg om een auto omver te blazen? • Eerbetoon aan de Rover V8-motor                                                  | Martin Clunes                     | 18 juli 2004    |
| 38   | Seizoen 4, Aflevering 9  | Fiat Barchetta • Mercedes-Benz SL600 • Mazda MX-5 • Toyota MR2 • Jaguar X-Type Estate | Wat is de beste cabriolet? (Mini Cooper Cabriolet • Vauxhall Tigra • Mercedes-Benz SLK350 • Audi S4 Cabriolet) • Kun je als parachutist landen in een rijdende auto? • The Cool Wall                                                             | Ranulph Fiennes                   | 25 juli 2004    |
| 39   | Seizoen 4, Aflevering 10 | Volvo V50 • BMW X3 • Chevrolet Corvette C6                                            | Hammond rijdt de Peugeot 407 als safety car • Olympische Spelen voor auto's: verspringen | Patrick Kielty                    | 1 augustus 2004 |

## Seizoen 5
| Afl. | Titel                   | Reviews | Uitdagingen | Gast(en)                                                                             | Uitzenddatum     |
| ---- | ----------------------- | --- | --- | ------------------------------------------------------------------------------------ | ---------------- |
| 40   | Seizoen 5, Aflevering 1 | Porsche 911 Carrera S | Hoeveel springkastelen kan een ijscowagen springen? • Beste betaalbare muscle car (Chrysler 300C • Vauxhall Monaro VXR • Jaguar S-Type R) | Bill Bailey                                                                          | 24 oktober 2004  |
| 41   | Seizoen 5, Aflevering 2 | Ford Focus • Vauxhall Astra H • Volkswagen Golf V • Jaguar XJ220 • Pagani Zonda • Enzo Ferrari • Ferrari F40 • McLaren F1 • Porsche Carrera GT | Mountainboarder vs. een rally-auto • The Cool Wall | Geri Halliwell                                                                       | 31 oktober 2004  |
| 42   | Seizoen 5, Aflevering 3 | Dodge Viper SRT-10 | Clarkson rijdt een Land Rover Discovery naar de top van de berg Cnoc an Fhreiceadain in Schotland • Zoektocht naar de gekste auto ter wereld • Resultaten van Top Gear enquête | Joanna Lumley                                                                        | 7 november 2004  |
| 43   | Seizoen 5, Aflevering 4 | Pagania Zonda S Roadster • Aston Martin Vanquish S • Ferrari 575M Maranello                                                                    | 24 uur in een Smart ForFour • Hammond en May spelen conkers met behulp van caravans | Jimmy Carr • Steve Coogan                                                            | 14 november 2004 |
| 44   | Seizoen 5, Aflevering 5 | Morgan Aero 8 GTN • Mercedes-Benz SL300 | Wat is de snelste Historische MPV? (Renault Espace • Toyota Space Cruiser • Mitsubishi Space Wagon • Toyota Previa • Nissan Serena) • In minder dan 10 minuten rond de Nürburgring in een Jaguar met dieselmotor | Christian Slater • Tim Harvey • Matt Neal • Anthony Reid • Robert Huff • Tom Chilton | 21 november 2004 |
| 45   | Seizoen 5, Aflevering 6 | Volkswagen Golf V GTI | Hoeveel Porsche kan je kopen voor minder dan ₤1.500? (1983 Porsche 928 • 1980 Porsche 924 • 1984 Porsche 944) • Een blinde man rijdt een ronde over het Top Gear-circuit | Cliff Richard • Billy Baxter                                                         | 5 december 2004  |
| 46   | Seizoen 5, Aflevering 7 | Toyota Prius II • Ford Mustang S-197 | Top Gear Awards 2004 • Mitsubishi Lancer Evolution VIII MR FQ400 vs. Lamborghini Murciélago • The Cool Wall | Roger Daltrey                                                                        | 12 december 2004 |
| 47   | Seizoen 5, Aflevering 8 | - | Race van Dunsfold naar Verbier (Ferrari 612 Scaglietti • vliegtuig) • Nieuwe vs. tweedehands auto's (1974 Ford Escort vs. Ford Focus RS • Ford GT40 vs. Noble M400 • 1983 Audi Quattro vs. Mitsubishi Lancer Evolution VIII MR FQ-340) • Mitsubishi Lancer Evolution vs. bobslee • De Stig probeert in minder dan één minuut rond het Top Gear-testcircuit in een Renault R24 Formule 1-auto | Eddie Izzard                                                                         | 19 december 2004 |
| 48   | Seizoen 5, Aflevering 9 | Ariel Atom • BMW 1-serie • Mercedes-Benz G55 AMG • Ford Fiesta ST150 • Citroën C2 VTS                                                          | Vind een goede auto onder het aanbod uit de Pacific Rim | Trinny Woodall • Susannah Constantine                                                | 26 december 2004 |

## Seizoen 6
| Afl. | Titel                    | Reviews                                                                         | Uitdagingen | Gast(en)                    | Uitzenddatum    |
| ---- | ------------------------ | ------------------------------------------------------------------------------- | --- | --------------------------- | --------------- |
| 49   | Seizoen 6, Aflevering 1  | Mercedes-Benz CLS 55 AMG • Honda Element                                        | Voetballen met een Toyota Aygo • Range Rover Sport vs. Challenger 2 Tank • The Cool Wall | James Nesbitt               | 22 mei 2005     |
| 50   | Seizoen 6, Aflevering 2  | Maserati MC12                                                                   | Uitdagingen met 2-deurs coupés voor minder dan ₤1.500 die geen Porsche zijn (1991 Mitsubishi Starion • 1983 BMW 635 CSi • 1982 Jaguar XJS) | Jack Dee                    | 29 mei 2005     |
| 51   | Seizoen 6, Aflevering 3  | Aston Martin DB9 Volante • Maserati Bora • Wiesmann MF3 • TVR Tuscan Speed Six  | Clarkson opent een zwembad door er met een Rolls-Royce Silver Shadow in te rijden | Christopher Eccleston       | 12 juni 2005    |
| 52   | Seizoen 6, Aflevering 4  | Cadillac CTS-V • BMW 320d                                                       | De moeders van de presentatoren helpen bij het testen van compacte auto's (Renault Modus • Honda Jazz • Peugeot 1007) • Kan een stretched limousine over een huwelijksfeest springen?                                                                             | Omid Djalili                | 19 juni 2005    |
| 53   | Seizoen 6, Aflevering 5  | Aston Martin DB5 • Jaguar E-Type • Nissan Murano                                | Soldaten schieten met lasers op Clarkson in een Porsche Boxster S en een Mercedes-Benz SLK55 AMG om te zien welke het beste is in het ontwijken van kogels • Hammond bekijkt of hij de tijd kan verslaan van Maserati's Chief Test Drive in de Maserati GranSport | Damon Hill                  | 26 juni 2005    |
| 54   | Seizoen 6, Aflevering 6  | Aston Martin DBR9                                                               | Race van Heathrow naar Oslo (Mercedes-Benz SLR McLaren • cruiseschip) | David Dimbleby              | 3 juli 2005     |
| 55   | Seizoen 6, Aflevering 7  | TVR Sagaris                                                                     | Fiat Panda tegen een marathon-loper in Londen • Sabine Schmitz probeert een ronde op de Nürburgring in minder dan 10 minuten te rijden in een Ford Transit • The Cool Wall                                                                                        | Justin Hawkins              | 10 juli 2005    |
| 56   | Seizoen 6, Aflevering 8  | Ferrari F430                                                                    | Cabrioletvarianten van bestaande coupés worden getest in IJsland (Audi TT • Nissan 350Z • Chrysler Crossfire) | Tim Rice                    | 17 juli 2005    |
| 57   | Seizoen 6, Aflevering 9  | BMW M5 • Vauxhall Astra VXR • Renault Mégane Sport • Volkswagen Golf V GTI      | Hammond doet een poging op het wereldrecord voor het aantal zijwaarts over de kop slaan in een auto | Chris Evans                 | 24 juli 2005    |
| 58   | Seizoen 6, Aflevering 10 | BMW 535d • Bentley Continental Flying Spur                                      | Over water rijden in IJsland • Wat is het beste speelgoed off-road? | Davina McCall • Mark Webber | 31 juli 2005    |
| 59   | Seizoen 6, Aflevering 11 | Ford F150 SVT Lightning • Vauxhall Monaro VXR • Lamborghini Murciélago Roadster | May probeert de Top Gear-tune na te maken met motorgeluiden • The Cool Wall | Timothy Spall               | 7 augustus 2005 |

## Seizoen 7
| Afl. | Titel                   | Reviews                          | Uitdagingen | Gast(en)                    | Uitzenddatum     |
| ---- | ----------------------- | -------------------------------- | --- | --------------------------- | ---------------- |
| 60   | Seizoen 7, Aflevering 1 | Ascari KZ1                       | Drie sportwagens worden vergeleken op het Isle of Man (Aston Martin V8 Vantage • BMW M6 • Porsche 911 Carrera S) • Uitslag Top Gear enquête 2005                                                                                                   | Trevor Eve                  | 13 november 2005 |
| 61   | Seizoen 7, Aflevering 2 | Porsche Cayman S                 | Hammond en May spelen met levensgrote op afstand bestuurbare auto's • Geschiedenis van Brits race-groen (1903 Napier • Bentley 4½ Litre • 1958 Vanwall F1 replica) • Audi RS4 vs. rotsklimmers                                                     | Ian Wright                  | 20 november 2005 |
| 62   | Seizoen 7, Aflevering 3 | Ford Focus ST                    | Supercar-trip naar het Viaduct van Millau in Frankrijk (Ford GT • Pagani Zonda S • Ferrari F430 Spider) • The Cool Wall | Stephen Ladyman             | 27 november 2005 |
| 63   | Seizoen 7, Aflevering 4 | Pagani Zonda F                   | Italiaanse supercars voor minder dan ₤10.000 (1974 Maserati Merak • 1983 Ferrari Dino 308 GT4 • 1974 Lamborghini Urraco) • Renault Clio vs. fietser in Lissabon                                                                                    | Ellen MacArthur             | 4 december 2005  |
| 64   | Seizoen 7, Aflevering 5 | Marcos TSO                       | Race van Alba naar Tower 42 (Bugatti Veyron EB16.4 • Cessna 182 Skylane) • Achterwiel- vs. vierwielaandrijving voor de Porsche 911 (Porsche 911 Carrera 2 • Porsche 911 Carrera 4)                                                                 | Nigel Mansell               | 11 december 2005 |
| 65   | Seizoen 7, Aflevering 6 | Volkswagen Golf V R32 • BMW 130i | Generatie-wedstrijd • Rondetijden op een Playstation vs. de werkelijkheid op Laguna Seca (Honda NSX) • Mazda MX-5 vs. Greyhound race-honden • Nieuwe vs. tweedehands auto's heuvelklim (Austin-Healey Sprite • Peugeot 306) • Top Gear Awards 2005 | David Walliams • Jimmy Carr | 27 december 2005 |
| 66   | Seizoen 7, Aflevering 7 | -                                | Top Gear Winter Olympics (Volvo XC90 • Audi Q7 • Citroën C1 • Jaguar XK • Land Rover Discovery • Mitsubishi Lancer Evo VI • Suzuki Swift • 1986 Mini Cooper)                                                                                       | -                           | 12 februari 2006 |

## Seizoen 8
| Afl. | Titel                   | Reviews                                                                                          | Uitdagingen | Gast(en)                                                                                             | Uitzenddatum |
| ---- | ----------------------- | ------------------------------------------------------------------------------------------------ | --- | --- | ------------ |
| 67   | Seizoen 8, Aflevering 1 | Koenigsegg CCX • Honda Civic • Nissan Micra C+C • Chevrolet Lacetti                              | Maak een MPV cabriolet (1996 Renault Espace) | James Hewitt • Alan Davies • Trevor Eve • Jimmy Carr • Justin Hawkins • Rick Wakeman • Les Ferdinand | 7 mei 2006   |
| 68   | Seizoen 8, Aflevering 2 | Chevrolet Corvette Z06 • Jaguar XK • Mercedes-Benz SL350 • BMW 650i                              | Tomcat 4WD vs. gemotoriseerde kajak in IJsland • Presenteren van een radioprogramma tijdens de spits • The Stig rijdt een afscheidsronde in de Suzuki Liana                                         | Gordon Ramsay                                                                                        | 14 mei 2006  |
| 69   | Seizoen 8, Aflevering 3 | Lotus Exige S                                                                                    | Maak een amfibische auto (1989 Toyota Hilux • 1983 Volkswagen Transporter T3 • 1962 Triumph Herald) • The Cool Wall                                                                                 | Philip Glenister                                                                                     | 21 mei 2006  |
| 70   | Seizoen 8, Aflevering 4 | BMW Z4 M • Porsche Boxster S • Koenigsegg CCX met Top Gear-vleugel • Mercedes-Benz S-Klasse W221 | Clarkson ontwerp een nieuw 'traditioneel' interieur voor een 1996 Mercedes-Benz S-Klasse W140 • Hammond racet tegen een parachutist in een Porsche Cayenne Turbo S                                  | Ewan McGregor                                                                                        | 28 mei 2006  |
| 71   | Seizoen 8, Aflevering 5 | Prodrive P2 • Citroën C6                                                                         | Tweede ronde van voetballen met auto's (Toyota Aygo • Volkswagen Fox) • May krijgt hulp van Jackie Stewart bij het verbeten van zijn rondetijden in een TVR Tuscan 2 Cabriolet • The Cool Wall      | Michael Gambon                                                                                       | 4 juni 2006  |
| 72   | Seizoen 8, Aflevering 6 | Ford Mondeo ST220 • Mazda6 MPS • Vauxhall Vectra VXR                                             | Kamperen met een caravan • De Stig doet een poging op het niet-bestaande indoor wereldsnelheidsrecord met een Toyota TF105 Formule 1-auto                                                           | Brian Cox                                                                                            | 16 juli 2006 |
| 73   | Seizoen 8, Aflevering 7 | Lamborghini Gallardo Spyder • Ford S-MAX • Mercedes-Benz B-Klasse W245 • Vauxhall Zafira VXR     | Bouw een Caterham 7 kit-car • Race tussen parkour-profs en een Peugeot 207 in Liverpool | Steve Coogan                                                                                         | 23 juli 2006 |
| 74   | Seizoen 8, Aflevering 8 | Noble M15                                                                                        | Roadies voor The Who (Volkswagen Transporter T5 Sportsline • Ford Transit • Renault Master) • Bestelbus voor minder dan ₤1.000 (1992 Ford Transit • 1994 Suzuki Super Carry VIII • 1999 LDV Convoy) | Jenson Button • Ray Winstone                                                                         | 30 juli 2006 |

## Seizoen 9
| Afl. | Titel                   | Reviews                                       | Uitdagingen | Gast(en)                                                     | Uitzenddatum     |
| ---- | ----------------------- | --------------------------------------------- | --- | ------------------------------------------------------------ | ---------------- |
| 75   | Seizoen 9, Aflevering 1 | Jaguar XKR • Aston Martin V8 Vantage          | Wegwerkzaamheden uitvoeren binnen 24 uur • Hammond vertelt over zijn crash in de Vampire dragster                                                                                       | Jamie Oliver                                                 | 28 januari 2007  |
| 76   | Seizoen 9, Aflevering 2 | -                                             | Bugatti Veyron EB16.4 op topsnelheid in Ehra-Lessien • Welke auto verdient het om kunst genoemd te worden? (Audi TT • Mazda RX-8 • Alfa Romeo Brera) • Het presentatie-trio speelt golf | Hugh Grant                                                   | 4 februari 2007  |
| 77   | Seizoen 9, Aflevering 3 | -                                             | Verenigde Staten Special (1989 Chevrolet Camaro • 1991 Dodge Ram 150 • 1989 Cadillac Brougham)                                                                                          | -                                                            | 11 februari 2007 |
| 78   | Seizoen 9, Aflevering 4 | Brabus S Biturbo roadster • Porsche 911 Turbo | Verander een 1992 Reliant Robin in een Space Shuttle • The Cool Wall | Simon Pegg                                                   | 18 februari 2007 |
| 79   | Seizoen 9, Aflevering 5 | Lamborghini Murciélago LP640                  | Veiligheidsvideo voor spoorovergangen • Tractor-uitdaging: maak zelf biologische brandstof (JCB Fastrac 8250 • Case STX Steiger 530 • Fendt 930 Vario) • Uitslag Top Gear Enquête 2006  | Kristin Scott Thomas                                         | 25 februari 2007 |
| 80   | Seizoen 9, Aflevering 6 | Ford Mustang Shelby GT500                     | Maak van normale auto's een limousine (1993 Fiat Panda • 1996 MG F • 1996 Alfa Romeo 164 • 1996 Saab 9000)                                                                              | Billie Piper                                                 | 4 maart 2007     |
| -    | Spin-Off Special        | -                                             | Top Gear of the Pops | Travis • McFly • Supergrass • Lethal Bizzle • Justin Hawkins | 16 maart 2007    |
| -    | Seizoen 9, Aflevering 7 | -                                             | Polar Special: Race van Cornwalliseiland naar de Magnetische Noordpool (Toyota Hilux • Hondenslee)                                                                                      | Ranulph Fiennes • Matty McNair                               | 25 juli 2007     |

## Seizoen 10
| Afl. | Titel                     | Reviews                                                                        | Uitdagingen | Gast(en)                                                                  | Uitzenddatum     |
| ---- | ------------------------- | ------------------------------------------------------------------------------ | --- | ------------------------------------------------------------------------- | ---------------- |
| 81   | Seizoen 10, Aflevering 1  | Volkswagen Golf V GTI W12                                                      | Road trip: op zoek naar de beste weg ter wereld (Porsche 911 GT3 RS • Lamborghini Gallardo Superleggera • Aston Martin V8 Vantage N24)                                                          | Helen Mirren                                                              | 7 oktober 2007   |
| 82   | Seizoen 10, Aflevering 2  | Audi R8 • Porsche 911 Carrera S                                                | Tweede poging amfibische auto's: steek Het Kanaal over (1996 Nissan Navara • 1981 Volkswagen Transporter T3 • 1962 Triumph Herald)                                                              | Jools Holland                                                             | 14 oktober 2007  |
| 83   | Seizoen 10, Aflevering 3  | Ferrari 599 GTB Fiorano • Ferrari 275 GTS • Rolls-Royce Phantom Drophead Coupé | Bugatti Veyron EB16.4 vs. Eurofighter Typhoon • Clarkson rijdt de Peel P50 door het BBC-kantoor • Demostratie van automatisch parkeren (Lexus LS600)                                            | Ron Wood                                                                  | 28 oktober 2007  |
| 84   | Seizoen 10, Aflevering 4  | -                                                                              | Botswana Special (1981 Lancia Beta Coupé • 1963 Opel Kadett • 1985 Mercedes-Benz E-Klasse W123)                                                                                                 | -                                                                         | 4 november 2007  |
| 85   | Seizoen 10, Aflevering 5  | Caparo T1 • Aston Martin V8 Vantage Roadster                                   | Race van Kew naar London City Airport (Mercedes-Benz GL500 • fiets • boot • openbaar vervoer)                                                                                                   | Simon Cowell                                                              | 11 november 2007 |
| 86   | Seizoen 10, Aflevering 6  | Honda Civic Type R • Mercedes-Benz E63 AMG Estate • BMW M5 Touring             | Wat is de snelste camper? (Ford Midas • Mitsubishi L300 • Toyota LiteAce • Chevrolet • Fiat Ducato MV Globetrotter • Ford Transit) • Alfa Romeo 159 vs. een man in het oversteken van de Humber | Lawrence Dallaglio • Matt Neal • Anthony Reid • Tom Chilton • Mat Jackson | 18 november 2007 |
| 87   | Seizoen 10, Aflevering 7  | Aston Martin DBS V12                                                           | Goedkope-auto-uitdaging: koop een British Leyland-auto voor minder dan ₤1.200 (1981 Rover SD1 • 1974 Triumph Dolomite Sprint • 1978 Austin Princess)                                            | Jennifer Saunders                                                         | 25 november 2007 |
| 88   | Seizoen 10, Aflevering 8  | Vauxhall VXR8                                                                  | Hammond rijdt een Renault R25 Formule 1-auto • Geschiedenis van de automobiel • Zelfsturende BMW 330i                                                                                           | James Blunt                                                               | 2 december 2007  |
| 89   | Seizoen 10, Aflevering 9  | Ascari A10                                                                     | Britcar 24-uursrace op Silverstone (2003 BMW E46)• Race: Fiat 500 vs. BMX-fietsers in Boedapest                                                                                                 | Keith Allen                                                               | 9 december 2007  |
| 90   | Seizoen 10, Aflevering 10 | Jaguar XF                                                                      | Duitse sport-sedans op het Ascari-circuit (BMW M3 • Mercedes-Benz C 63 AMG • Audi RS4) • Hammond veranderd een G-Wiz in een op afstand bestuurbare auto • Top Gear Awards 2007                  | David Tennant                                                             | 23 december 2007 |
| -    | Spin-Off Special          | -                                                                              | Top Garden Ground Gear Force | -                                                                         | 14 maart 2008    |

## Seizoen 11
| Afl. | Titel                    | Reviews                                                                                       | Uitdagingen | Gast(en)                                                    | Uitzenddatum |
| ---- | ------------------------ | --------------------------------------------------------------------------------------------- | --- | ----------------------------------------------------------- | ------------ |
| 91   | Seizoen 11, Aflevering 1 | Ferrari 430 Scuderia                                                                          | Uitdaging: ontwikkel een nieuwe politieauto voor minder dan ₤1.000 (1998 Fiat Coupé 20v Turbo • 1994 Suzuki Vitara • 1994 Lexus LS400) • Top Gear stuntman doet een poging op het niet-bestaande wereldrecord voor auto achteruitspringen (Austin Allegro) • Onderzoek brandstofverbruik: (Ferrari 599 GTB Fiorano • Lamborghini Murciélago • Mercedes-Benz SLR McLaren • Aston Martin DBS V12 • Audi R8 & BMW M3 vs. Toyota Prius) | Alan Carr • Justin Lee Collins                              | 22 juni 2008 |
| 92   | Seizoen 11, Aflevering 2 | Mitsubishi Lancer Evolution X • Subaru Impreza WRX STi • Mercedes-Benz CLK63 AMG Black Series | Race: Audi RS6 vs. Franse skiërs • Top Gear stuntman doet een poging op het repliceren van een kurk-schroef sprong zoals in The Man with the Golden Gun (MG Maestro) • The Cool Wall | Rupert Penry-Jones • Peter Firth                            | 29 juni 2008 |
| 93   | Seizoen 11, Aflevering 3 | Bentley Brooklands                                                                            | Uitdaging: koop een Alfa Romeo voor minder dan ₤1.000 (1989 Alfa Romeo 75 V6 • 1984 Alfa Romeo Spider • 1996 Alfa Romeo GTV) | James Corden • Rob Brydon                                   | 6 juli 2008  |
| 94   | Seizoen 11, Aflevering 4 | Alfa Romeo 8C Competizione                                                                    | Race van Hakui naar Mount Nokogiri (Nissan GT-R • Shinkansen) | Fiona Bruce • Kate Silverton                                | 13 juli 2008 |
| 95   | Seizoen 11, Aflevering 5 | Nissan GT-R                                                                                   | Klassieke luxe limousines (1969 Mercedes-Benz 600 • 1972 Rolls-Royce Corniche) • Vossenjacht (Daihatsu Terios) | Peter Jones • Theo Paphitis                                 | 20 juli 2008 |
| 96   | Seizoen 11, Aflevering 6 | Gumpert Apollo • Mitsuoka Orochi • Mitsuoka Galue III                                         | Wedstrijd: Britten (Top Gear) vs. Duitsers (D Motor) | Jay Kay • Sabine Schmitz • Carsten van Ryssen • Tim Schrick | 27 juli 2008 |

## Seizoen 12
| Afl. | Titel                    | Reviews                                         | Uitdagingen | Gast(en)                                                                | Uitzenddatum     |
| ---- | ------------------------ | ----------------------------------------------- | --- | ----------------------------------------------------------------------- | ---------------- |
| 97   | Seizoen 12, Aflevering 1 | Porsche 911 GT2 • Lamborghini Gallardo LP560-4  | Uitdaging: Koop een vrachtwagen voor minder dan ₤5.000 (ERF EC11 • Renault Magnum • Scania P94D) | Michael Parkinson                                                       | 2 november 2008  |
| 98   | Seizoen 12, Aflevering 2 | Abarth 500 Esseesse                             | Muscle car road trip (Dodge Challender SRT8 • Chevrolet Corvette ZR1 • Cadillac CTS-V) | Will Young                                                              | 9 november 2008  |
| 99   | Seizoen 12, Aflevering 3 | Toyota i-REAL                                   | Hoe verbeter je de rondetijd van een 2002 Renault Avantime? • May doet mee aan lokale races in Finland • Chevrolet Corvette V8 is omgebouwd tot blender | Mark Wahlberg • Mika Häkkinen                                           | 16 november 2008 |
| 100  | Seizoen 12, Aflevering 4 | Pagani Zonda Roadster F • Bugatti Veyron EB16.4 | Zuinigheidsrace van Bazel naar Blackpool (Jaguar XJ Diesel • Volkswagen Polo Bluemotion • Subaru Legacy Diesel) | Harry Enfield                                                           | 23 november 2008 |
| 101  | Seizoen 12, Aflevering 5 | Lexus IS F • BMW M3                             | Race van Portofino naar Saint-Tropez (Ferrari Daytona • XSR 48 powerboat) • Wat is de snelste bus? (1987 Leyland Olympian • 1993 Dennis Dart • Mercedes-Benz O305G • 1997 Optare MetroRider) • The Cool Wall                                                | Kevin McCloud • Anthony Reid • Matt Neal • Gordon Shedden • Tom Chilton | 30 november 2008 |
| 102  | Seizoen 12, Aflevering 6 | Veritas RS III • Caterham 7 Superlight R500     | Heeft het communisme ooit een goede auto voortgebracht? (Lada 2105 • Moskvitsj 408 • Wartburg) • Ford Fiesta wordt getest met de Britse mariniers | Boris Johnson                                                           | 7 december 2008  |
| 103  | Seizoen 12, Aflevering 7 | Tesla Roadster • Honda FCX Clarity              | 50 jaar British Touring Car Championship • Top Gear stuntman doet een poging op het verslaan van rivaal Fifth Gear voor het wereldrecord verspringen van een auto met caravan • Chevrolet Corvette V8 is omgebouwd tot schommelstoel • Top Gear Awards 2008 | Tom Jones                                                               | 14 december 2008 |
| 104  | Seizoen 12, Aflevering 8 | -                                               | Vietnam Special (1991 MMVZ • 1981 Piaggio-Vespa • Honda Super Cub) | -                                                                       | 28 december 2008 |

## Seizoen 13
| Afl. | Titel                    | Reviews                                                                 | Uitdagingen | Gast(en)                                        | Uitzenddatum    |
| ---- | ------------------------ | ----------------------------------------------------------------------- | --- | ----------------------------------------------- | --------------- |
| 105  | Seizoen 13, Aflevering 1 | Lotus Evora • Ferrari FXX                                               | Race van London King's Cross naar Edinburgh Waverley (LNER Peppercorn Class A1 60163 Tornado • 1949 Vincent Black Shadow • 1949 Jaguar XK120) | Michael Schumacher                              | 21 juni 2009    |
| 106  | Seizoen 13, Aflevering 2 | Lamborghini Murciélago LP670-4 SV                                       | Vindt de perfecte auto voor 17-jarigen voor minder dan ₤2.500 (1995 Volvo 940 • 1993 Hyundai Scoupe • 1994 Volkswagen Golf III) • Drag race (Mercedes-Benz SLR McLaren 722 Edition vs. Lamborghini Murciélago LP670-4 SV & Bugatti Veyron EB16.4 vs. McLaren F1)                  | Stephen Fry                                     | 28 juni 2009    |
| 107  | Seizoen 13, Aflevering 3 | Mercedes-Benz SL 65 AMG Black Series                                    | Zoektocht naar een goedkope en vrolijke auto (Proton Satria Neo • Chevrolet Aveo • Perodua Myvi • Fiat 500 • Toyota iQ • Alfa Romeo MiTo • Škoda Roomster) • Gymkhana op een vliegveld met Ken Block (Subaru Impreza WRX STi)                                                     | Michael McIntyre • Ken Block • Ricky Carmichael | 5 juli 2009     |
| 108  | Seizoen 13, Aflevering 4 | Ford Focus RS • Renault Mégane R26.R                                    | Race: Porsche Panamera vs. Royal Mail • Clarkson speelt British Bulldog met het Britse leger in een Mitsubishi Lancer Evolution VII | Usain Bolt                                      | 12 juli 2009    |
| 109  | Seizoen 13, Aflevering 5 | Jaguar XF-R • BMW M5                                                    | De presentatoren proberen te bewijzen dat achterwielaandrijving altijd beter is dan voorwielaandrijving voor minder dan ₤1.500 (1991 Porsche 944 • 1991 Nissan 300ZX • 1983 Ford Capri • 1977 Morris Marina) • Clarkson ontwikkelt een trailer waarmee hij het milieu gaat redden | Sienna Miller • Olivier Panis                   | 19 juli 2009    |
| 110  | Seizoen 13, Aflevering 6 | BMW Z4 sDrive35i • Nissan 370Z                                          | Klassiekers worden gebruikt om deel te nemen aan een klassiekerrally in Mallorca voor minder dan ₤3.000 (1969 Austin-Healey Sprite • 1953 Lanchester LJ 200 • 1977 Citroën Ami)                                                                                                   | Brian Johnson                                   | 26 juli 2009    |
| 111  | Seizoen 13, Aflevering 7 | Vauxhall VXR8 Bathurst • HSV Maloo • Aston Martin V12 Vantage • Audi S4 | Reclame maken voor de Volkswagen Scirocco • The Cool Wall | Jay Leno                                        | 2 augustus 2009 |

## Seizoen 14
| Afl. | Titel                    | Reviews                                                      | Uitdagingen | Gast(en) | Uitzenddatum     |
| ---- | ------------------------ | ------------------------------------------------------------ | --- | --- | ---------------- |
| 112  | Seizoen 14, Aflevering 1 | BMW 760Li • Mercedes-Benz S 63 AMG                           | Road trip naar de Transfăgărășan in Roemenië (Lamborghini Gallardo LP560-4 Spyder • Ferrari California • Aston Martin DBS Volante • Dacia Sandero) | Eric Bana | 15 november 2009 |
| S1/6 | Top Gear: Uncovered      | -                                                            | Hammond laat zien hoe men een eigen Top Gear kan maken (Ford Transit als hovercraft • BMW Z4 • Vauxhall Omega • Porsche 911 Turbo • Audi R8 V10 • Land Rover Discovery • Bowler Nemesis • Ford Mondeo • Lamborghini Gallardo LP550-2 Valentino Balboni • Ferrari 430 Scuderia Spider 16M • Pagani Zonda Cinque) | Alexz Wigg • Marcel van Vliet                                                                                   | 16 november 2009 |
| 113  | Seizoen 14, Aflevering 2 | Chevrolet Corvette C6 ZR1 • Audi R8 V10                      | Het presentatietrio bouwt zelf een elektrische auto (Hammerhead Eagle-i Trust) | Michael Sheen                                                                                                   | 22 november 2009 |
| 114  | Seizoen 14, Aflevering 3 | Lamborghini Gallardo LP550-2 Valentino Balboni • Hawk HF3000 | Lancia, automerk met grootste aantal belangrijke modellen (Lancia Fulvia • Lancia Montecarlo • 1982 Lancia HPE • Lancia Stratos HF • Lancia Delta HF Integrale Evo II) • May vliegt een zeppelin met een caravan                                                                                                | Chris Evans | 29 november 2009 |
| 115  | Seizoen 14, Aflevering 4 | BMW X5 M • Audi Q7 V12 TDI • Range Rover                     | Wat is het snelste luchthaven voertuig? (Vliegtuigtrap • Bagagewagen • Brandstofwagen • Bus • Brandweerwagen • Catering Truck • Vliegtuigtrekker) • Renault Twingo 133 maakt een salto in een tunnel | Guy Ritchie • Ross Kemp • Tom Chilton • Matt Neal • Mat Jackson • Gordon Shedden • Anthony Reid • Stuart Oliver | 6 december 2009  |
| 116  | Seizoen 14, Aflevering 5 | Noble M600                                                   | Autogerelateerde galerie-tentoonstelling om te bewijzen dat auto's populairder zijn dan kunst | Jenson Button                                                                                                   | 20 december 2009 |
| 117  | Seizoen 14, Aflevering 6 | -                                                            | Bolivia Special (1974 Toyota Land Cruiser • 1984 Range Rover • 1988 Suzuki Samurai) | - | 27 december 2009 |
| 118  | Seizoen 14, Aflevering 7 | Lexus LFA • BMW X6                                           | May en Margaret Calvert praten in een Vauxhall Insignia VXR over het ontstaan van verkeersborden • Top Gear Awards 2009 | Seasick Steve                                                                                                   | 3 januari 2010   |

## Seizoen 15
| Afl. | Titel                    | Reviews                                            | Uitdagingen | Gast(en)                                                                                             | Uitzenddatum     |
| ---- | ------------------------ | -------------------------------------------------- | --- | --- | ---------------- |
| 119  | Seizoen 15, Aflevering 1 | Bentley Continental Supersports • Kia Cee'd        | 2007 Toyota Hilux op een vulkaan • Vaarwel voor Chevrolet Lacetti als reasonably priced car • Clarkson rijdt een 1994 Reliant Robin van Sheffield naar Rotherham | Nick Robinson • Peter Jones • Peta Todd • Johnny Vaughan • Bill Bailey • Louie Spence • Amy Williams | 27 juni 2010     |
| 120  | Seizoen 15, Aflevering 2 | Porsche 911 Sport Classic • Porsche Boxster Spyder | Koop een sport-sedan geschikt voor circuitdagen voor minder dan ₤5.000 (1989 Ford Sierra Sapphire RS Cosworth • 1996 BMW M3 • 1986 Mercedes-Benz C-Klasse W201) | Alastair Campbell                                                                                    | 4 juli 2010      |
| 121  | Seizoen 15, Aflevering 3 | Chevrolet Camaro SS • Mercedes-Benz E63 AMG        | Vierdeurs supercars worden getest door te chauffeuren voor een bruiloft (Aston Martin Rapide • Porsche Panamera Turbo • Maserati Quattroporte V GTS) | Rupert Grint • Rubens Barrichello                                                                    | 11 juli 2010     |
| 122  | Seizoen 15, Aflevering 4 | Audi R8 V10 Spyder • Porsche 911 Turbo Cabriolet   | Zelf campers bouwen (1988 Citroën CX • 1984 Land Rover Defender • 1987 Lotus Excel) | Andy García                                                                                          | 18 juli 2010     |
| 123  | Seizoen 15, Aflevering 5 | -                                                  | Volkswagen Race Touareg vs. Zweden op een sneeuwscooter • May rijdt op topsnelheid in een Bugatti Veyron Super Sport • In memoriam voor Ayrton Senna | Tom Cruise • Cameron Diaz                                                                            | 25 juli 2010     |
| 124  | Seizoen 15, Aflevering 6 | Ferrari 458 Italia                                 | Oude Britse roadsters voor minder dan ₤5.000 (1974 Jensen-Healey • 1994 Lotus Elan • 1989 TVR S2) | Jeff Goldblum                                                                                        | 1 augustus 2010  |
| S2/6 | Top Gear: Apocalypse     | -                                                  | Hammond en May zoeken uit hoe de moterwereld eruitziet na een post-apocalyptische oorlog (Ford Mondeo • Bowler Nemesis • Jaguar XKR • 1964 Mini Cooper • Vauxhall Omega • Pontiac GTO • Ferrari F40 • Volvo 940 • Hackney Carriage Austin FX4 • Range Rover • Vauxhall Corsa • Porsche 911 GT3 • Aston Martin V12 Vantage) | - | 22 november 2010 |

## Seizoen 16
| Afl. | Titel                    | Reviews                                                            | Uitdagingen | Gast(en)                                                  | Uitzenddatum     |
| ---- | ------------------------ | ------------------------------------------------------------------ | --- | --------------------------------------------------------- | ---------------- |
| 125  | USA Road Trip            | -                                                                  | Road trip door de Verenigde Staten (Mercedes-Benz SLS AMG • Porsche 911 GT3 RS • Ferrari 458 Italia)                                                        | Danny Boyle                                               | 21 december 2010 |
| 126  | Midden-Oosten special    | -                                                                  | Volg de reis van de Wijzen uit het oosten in een tweezits cabriolet (2000 Mazda MX-5 • 2000 Fiat Barchetta • 1998 BMW Z3)                                   | -                                                         | 26 december 2010 |
| 127  | Seizoen 16, Aflevering 1 | Ariel Atom V8 • Škoda Yeti                                         | Geschiedenis van de Porsche 911 (Porsche 911 Turbo S • Volkswagen Kever)                                                                                    | John Bishop • Sienna Miller • Tiff Needell                | 23 januari 2011  |
| 128  | Seizoen 16, Aflevering 2 | Ferrari 599 GTO                                                    | Wedstrijd tegen Top Gear Australië | Boris Becker • Steve Pizzati • Ewen Page • Shane Jacobson | 30 januari 2011  |
| 129  | Seizoen 16, Aflevering 3 | Ford Focus RS500 • Cosworth Impreza STI CS400 • Volvo C30 Polestar | Albanië road trip (Rolls-Royce Ghost • Yugo • Mercedes-Benz S 65 AMG)                                                                                       | Jonathan Ross                                             | 6 februari 2011  |
| 130  | Seizoen 16, Aflevering 4 | Pagani Zonda R • Pagani Zonda Tricolore                            | Tweedehands vierzits cabriolets voor minder dan ₤2.000 (1988, 1987 & 1989 BMW E30)                                                                          | Simon Pegg • Nick Frost                                   | 13 februari 2011 |
| 131  | Seizoen 16, Aflevering 5 | Audi RS5 • BMW M3                                                  | Verander een combine in een sneeuwploeg | Amber Heard                                               | 20 februari 2011 |
| 132  | Seizoen 16, Aflevering 6 | Porsche 959 • Ferrari F40                                          | Race van zonsondergang naar zonsopgang in Jaguar XJ 5.0 V8 Supersport • May rijdt in NASA's nieuwe maanvoertuig (Space Exploration Vehicle) • The Cool Wall | John Prescott                                             | 27 februari 2011 |

## Seizoen 17
| Afl. | Titel                    | Reviews                                           | Uitdagingen | Gast(en)                                                                                               | Uitzenddatum     |
| ---- | ------------------------ | ------------------------------------------------- | --- | --- | ---------------- |
| 133  | Seizoen 17, Aflevering 1 | BMW 1-serie M Coupé                               | 50e verjaardag van de Jaguar E-Type met de Eagle Speedster • Hummer alternatief in Zuid-Afrika (Marauder) • Race: Mini John Cooper Works met Kris Meeke tegen Amy Williams | Alice Cooper                                                                                           | 26 juni 2011     |
| 134  | Seizoen 17, Aflevering 2 | Aston Martin Virage                               | Snelle hatchbacks in Italië (Citroën DS3 Racing • Abarth 500 Convertible • Renault Clio RS200 Cup) | Ross Noble • Flavio Briatore • Christian Horner • Bernie Ecclestone                                    | 3 juli 2011      |
| 135  | Seizoen 17, Aflevering 3 | McLaren MP4-12C • Ferrari 458 Italia              | Onderzoek off-road mogelijkheden van de Range Rover Evoque in Las Vegas • Tweedehands auto voor de prijs van een Nissan Pixo (BMW 850 Ci • Mercedes-Benz CL600) | Sebastian Vettel                                                                                       | 10 juli 2011     |
| 136  | Seizoen 17, Aflevering 4 | Jaguar XKR-S • Nissan GT-R                        | Bouw een auto om tot een trein met caravans als wagons (1990 Jaguar XJS • 2001 Audi S8) | Rowan Atkinson                                                                                         | 17 juli 2011     |
| 137  | Seizoen 17, Aflevering 5 | Lotus T125 • Jensen Interceptor                   | Vernietig een huis met tweedehans militaire voertuigen | Bob Geldof                                                                                             | 24 juli 2011     |
| 138  | Seizoen 17, Aflevering 6 | Nissan Leaf • Peugeot iOn • Lamborghini Aventador | Hammond bezoekt rallyteam van gewonde veteranen (Race2Recovery Team) | Louis Walsh • Ben Collins                                                                              | 31 juli 2011     |
| S3/6 | Top Gear: At the Movies  | -                                                 | Hammond en May zoeken de beste filmscènes uit met auto's (Škoda Fabia S2000 • Aston Martin V12 Vantage • Ferrari 599 GTB Fiorano • Lamborghini Gallardo LP570-4 Spyder Performante • Ferrari 458 Italia • Range Rover • Ambulance • Mitsubishi Pajero • LDV Pilot • stretched Lincoln Town Car • Winnebago Chieftain • LDV Convoy • Aston Martin V12 Vanquish • Jaguar XKR-S • Mercedes-Benz CLS 63 AMG • Porsche 911 GT3 RS • Eagle Speedster • MG Maestro • Ford Mustang Boss 302 • Vauxhall VXR8 • Arash AF10 • Porsche Cayman R • BMW 1-serie M Coupé • Wiesmann GT MF5 • Noble M600) | Yves Rossy • Toni Gardemeister • Tom Chilton • Gordon Shedden • Matt Neal • Anthony Reid • Mat Jackson | 14 november 2011 |

## Seizoen 18
| Afl. | Titel                                               | Reviews                                                                     | Uitdagingen | Gast(en)                                                                                 | Uitzenddatum     |
| ---- | --------------------------------------------------- | --------------------------------------------------------------------------- | --- | ---------------------------------------------------------------------------------------- | ---------------- |
| 139  | India Special                                       | -                                                                           | Tour door India met diverse opdrachten (1995 Jaguar XJS • 2000 Mini Cooper • 1976 Rolls-Royce Silver Shadow) | -                                                                                        | 28 december 2011 |
| 140  | Seizoen 18, Aflevering 1                            | -                                                                           | Supercars door Italië (Lamborghini Aventador • McLaren MP4-12C • Noble M600) | will.i.am                                                                                | 29 januari 2012  |
| 141  | Seizoen 18, Aflevering 2                            | Mercedes-Benz SLS AMG Roadster                                              | May en Clarkson onderzoeken de Chinese auto-industrie (FAW Lubao CA6410UA • Shuanghuan S-CEO HBJ6474Y • XF150ZK-4 • Chuánqí Trumpchi • Roewe 350) • Hammond gaat naar Texas om te leren over NASCAR | Matt LeBlanc • Jimmie Johnson • Juan Pablo Montoya • Jeff Gordon • Kyle Petty            | 5 februari 2012  |
| 142  | Seizoen 18, Aflevering 3                            | Vauxhall Corsa VXR Nurburgring • Fiat Panda                                 | Auto-achtervolging voor film The Sweeney (Jaguar XF-R • Ford Focus) | Ryan Reynolds                                                                            | 12 februari 2012 |
| 143  | Seizoen 18, Aflevering 4                            | Ferrari FF • Bentley Continental V8 • Fisker Karma • 1928 Bentley 3 Litre   | Test van off-road voertuigen voor mindervaliden | Michael Fassbender • Brian Johnson                                                       | 19 februari 2012 |
| 144  | Seizoen 18, Aflevering 5                            | Maserati Granturismo MC Stradale • Mercedes-Benz C63 AMG Coupé Black Series | Terugblik op Saab • Škoda Fabia Super 2000 vs. man in straalmotor-pak | Matt Smith • Yves Rossy • Toni Gardemeister                                              | 26 februari 2012 |
| 145  | Seizoen 18, Aflevering 6                            | Brutus                                                                      | Drie circuitauto's op Donington Park (KTM X-Bow • Morgan Three Wheeler • Caterham 7 R500) | Alex James                                                                               | 4 maart 2012     |
| 146  | Seizoen 18, Aflevering 7                            | BMW M5                                                                      | Is amateur-racen goedkoper dan golf (₤2.000)? (BMW E36 • Toyota MR2 • Citroën Saxo VTS) • May rijdt zijn droomauto (Ferrari 250 GT California) | Slash • Kimi Räikkönen • Chris Evans                                                     | 11 maart 2012    |
| -    | Seizoen 18, Aflevering 8                            | -                                                                           | 50 Years of Bond Cars | Guy Hamilton • Roger Moore • Ola Rapace • Michael G. Wilson • Ben Collins • Daniel Craig | 29 oktober 2012  |
| S4/6 | Top Gear: The Worst Car in the History of the World | -                                                                           | Clarkson en May zoeken de slechtse auto ooit uit (FSO Polonez • Mahindra CJ 540G • Ferrari 458 Spider • 1980 Ferrari Mondial • 1995 Ferrari F50 • BMW X3 • BMW M3 ZCP • Lincoln Continental Mark IV • Buick LeSabre Custom • Lancia Ypsilon • Alfa Romeo GTV6 • Citroën C3 Pluriel • Saab 900 NG Sensonic • Ford Capri • Ford Escort RS Cosworth • Ford GT • 1972 Rolls-Royce Corniche • Mercedes-Benz C63 AMG Coupé Black Series • Mercedes-Benz SLS AMG • Lexus LFA • Toyota GT86 • Lexus SC 430 • Peugeot 504 Estate • Peugeot 205 GTi • Peugeot 308) | -                                                                                        | 19 november 2012 |

## Seizoen 19
| Afl. | Titel                    | Reviews                                                                        | Uitdagingen | Gast(en)                  | Uitzenddatum     |
| ---- | ------------------------ | ------------------------------------------------------------------------------ | --- | ------------------------- | ---------------- |
| 147  | Seizoen 19, Aflevering 1 | Pagani Huayra                                                                  | Bentley Continental GT Speed op een rally-stage • Bouw een kleinere auto dan de Peel P50 (P45)                                 | Damian Lewis • Kris Meeke | 27 januari 2013  |
| 148  | Seizoen 19, Aflevering 2 | -                                                                              | Supercar road trip van Las Vegas naar Calexico (Lexus LFA • SRT Viper • Aston Martin Vanquish)                                 | Mick Fleetwood            | 3 februari 2013  |
| 149  | Seizoen 19, Aflevering 3 | Toyota GT86                                                                    | Race van Wembley Stadium naar Stadio Giuseppe Meazza (Ford Mustang Shelby GT500 • Franse TGV)                                  | Amy Macdonald             | 10 februari 2013 |
| 150  | Seizoen 19, Aflevering 4 | Mastretta MXT • Ford Focus ST • Renault Mégane RS Cup 265 • Vauxhall Astra VXR | Rugby-wedstrijd op Twickenham tussen Kia's (Kia Cee'd • Kia Sportage) • Top Gear Awards 2012                                   | -                         | 17 februari 2013 |
| 151  | Seizoen 19, Aflevering 5 | -                                                                              | Clarkson en Hammond ontwerpen een voertuig voor senioren (Fiat Multipla) • Range Rover vs. autonome TerraMax vrachtwagen       | James McAvoy              | 24 februari 2013 |
| 152  | Afrika Special, deel 1   | -                                                                              | Vind de ware bron van de rivier de Nijl (1999 BMW E39 Touring • 2002 Subaru Impreza WRX Sport Estate • 1996 Volvo 850 R Wagon) | -                         | 3 maart 2013     |
| 153  | Afrika Special, deel 2   | -                                                                              | Vind de ware bron van de rivier de Nijl (1999 BMW E39 Touring • 2002 Subaru Impreza WRX Sport Estate • 1996 Volvo 850 R Wagon) | -                         | 10 maart 2013    |

## Seizoen 20
| Afl. | Titel                           | Reviews                                                                             | Uitdagingen | Gast(en) | Uitzenddatum     |
| ---- | ------------------------------- | ----------------------------------------------------------------------------------- | --- | --- | ---------------- |
| 154  | Seizoen 20, Aflevering 1        | Renault Clio RS • Peugeot 208 GTi • Ford Fiesta ST • Vauxhall Astra                 | Race van Coromandel naar Aupouri Peninsula (Toyota Auris • AC45 zeilboot) | Charles Dance • Warwick Davis • Rachel Riley • Joss Stone • David Haye • Jimmy Carr • Mike Rutherford • Brian Johnson             | 30 juni 2013     |
| 155  | Seizoen 20, Aflevering 2        | Ferrari F12berlinetta • BAC Mono                                                    | Wat is de snelste taxi? (1997 Hackney Carriage Austin FX4 • 1970 Volkswagen Kever • Ford Crown Victoria • Hindustan Ambassador • Toyota HiAce • Mercedes-Benz E-Klasse W210 • stretched Lincoln Town Car) • Eerbetoon BBC Television Centre | Ron Howard • Anthony Reid • Mat Jackson • Matt Neal • Gordon Shedden • Paul O'Neill • Tom Chilton                                 | 7 juli 2013      |
| 156  | Seizoen 20, Aflevering 3        | -                                                                                   | Road trip door Spanje (McLaren MP4-12C Spider • Audi R8 V10 Spyder • Ferrari 458 Italia Spider) | Benedict Cumberbatch | 14 juli 2013     |
| 157  | Seizoen 20, Aflevering 4        | Mercedes-Benz SLS AMG Black Series • Mercedes-Benz SLS AMG Electric Drive           | Ford Transit als hovercraft | Hugh Jackman | 21 juli 2013     |
| 158  | Seizoen 20, Aflevering 5        | Porsche 911 Carrera S • Lamborghini Aventador Roadster • Lamborghini Sesto Elemento | Beste crossover voor caravans (Mazda CX-5 • Volkswagen Tiguan) | Steven Tyler | 28 juli 2013     |
| 159  | Seizoen 20, Aflevering 6        | Jaguar F-Type • New Bus for London • Range Rover Sport                              | Eerbetoon aan Britse automobielindustrie | Mark Webber | 4 augustus 2013  |
| -    | Top Gear Festival Sydney        | -                                                                                   | Ronderecord met een Red Bull RB7 Formule 1-auto • Paul Joseph hordenloop over een Lamborghini Murciélago • Matt Hall in een MSX-R vs. een V8 Supercar • Komatsu vs. een V8 Supercar • JCI (opvolger van Jeremy's P45) vs. Dirk Auer op een straalmotor • Ronderecord met een McLaren MP4-12C • Honda CT 110 postbode race • Nissan GT-R vs. Michelle Jenneke sprint • Red Bull RB7 vs. V8 Supercar vs. Honda Fireblade MotoGP motor • Voetballen met een Reliant Robin                                                                                          | Shane Jacobson • Steve Pizzati • Mark Webber • Jamie Whincup • Casey Stoner • Shawn Giles • Glenn Scott • Matt Mingay • Josh Hook | 19 augustus 2013 |
| S5/6 | Top Gear: The Perfect Road Trip | -                                                                                   | Perfecte trip van Venetië naar Pau (Riva Aquarama • Mercedes-Benz SLS AMG Black Series • Ferrari F12berlinetta • Porsche Cayman • Pagani Huayra • Volkswagen Golf VII GTI • Ford Fiesta ST • Bugatti Veyron EB16.4 Grand Sport Vitesse • Lamborghini Aventador Roadster • Ford Model T • Jaguar F-Type • 1962 Jaguar E-Type Roadster • Fairline Squadron 78 • Ducati Diavel Dark • Bentley Continental GTC • Rolls-Royce Phantom 2003 • Maserati Quattroporte VI • BMW Z4 • Nissan 350Z • Aston Martin V12 Vanquish • Porsche 911 • BAC Mono • Porsche 911 GT3) | - | 18 november 2013 |

## Seizoen 21
| Afl. | Titel                             | Reviews                                                             | Uitdagingen | Gast(en)        | Uitzenddatum     |
| ---- | --------------------------------- | ------------------------------------------------------------------- | --- | --------------- | ---------------- |
| 160  | Seizoen 21, Aflevering 1          | -                                                                   | Bewijs dat de hete hatchbacks van vroeger beter zijn dan de moderne tegenhangers (1989 Volkswagen Golf II GTI • 1992 Vauxhall Nova SRi • 1992 Ford Fiesta XR2i) | Hugh Bonneville | 2 februari 2014  |
| 161  | Seizoen 21, Aflevering 2          | McLaren P1                                                          | Alfa Romeo 4C racet tegen quadski rond het Comomeer • May bezoekt Camp Bastion in Afghanistan | Tom Hiddleston  | 9 februari 2014  |
| 162  | Seizoen 21, Aflevering 3          | Zenvo ST-1                                                          | Rit door Oekraïne in kleine hatchbacks (Volkswagen up! • Ford Fiesta • Dacia Sandero) | James Blunt     | 16 februari 2014 |
| 163  | Seizoen 21, Aflevering 4          | Caterham 7 160 • Caterham 7 620R • Alfa Romeo Touring Disco Volante | Mercedes-Benz G63 AMG 6×6 in de woestijn • Een tafelkleed onder servies vandaan trekken met een Nissan GT-R | Jack Whitehall  | 23 februari 2014 |
| 164  | Seizoen 21, Aflevering 5          | Porsche 918 • BMW M135i • Volkswagen Golf VII GTI                   | Maak een commercial om fietsongelukken te verminderen | Aaron Paul      | 2 maart 2014     |
| 165  | Birma Special, deel 1             | -                                                                   | Rij door Myanmar in tweedehands vrachtwagens en bouw een brug over de rivier Kwai (Kok) (Isuzu TX • Hino FB110 • Isuzu TX) | -               | 9 maart 2014     |
| 166  | Birma Special, deel 2             | -                                                                   | Rij door Myanmar in tweedehands vrachtwagens en bouw een brug over de rivier Kwai (Kok) (Isuzu TX • Hino FB110 • Isuzu TX) | -               | 16 maart 2014    |
| S6/6 | Top Gear: The Perfect Road Trip 2 | -                                                                   | Perfecte trip van Venetië naar Capri (Riva Aquarama • McLaren 650S • Lamborghini Huracán • BMW M4 • Jaguar F-Type V8 R • Abarth 500 • McLaren P1 • Ferrari F355 Berlinetta • Ferrari Testarossa • Audi S1 • Mini Cooper S • Alfa Romeo 4C • Chevrolet Corvette Stingray • Volkswagen Golf VII R • Mercedes-Benz A45 AMG • 1963 Alfa Romeo Giulia Spider • 1962 Alfa Romeo 2000 Spider • Ford Capri 3L • Ford Capri 2.8L) | -               | 17 november 2014 |

### Cars of the People
| Afl. | Titel                          | Reviews | Uitdagingen                                                                                                   | Gast(en) | Uitzenddatum     |
| ---- | ------------------------------ | ------- | --- | -------- | ---------------- |
| S1E1 | James May's Cars of the People | -       | Hoe auto's naar de massa's gebracht werden (Volkswagen Kever • Trabant • Wartburg • Fiat 124)                 | -        | 10 augustus 2014 |
| S1E2 | James May's Cars of the People | -       | De geschiedenis van de microcar (Citroën 2CV • Renault 4 • Ford Transit I • Honda Super Cub • Daihatsu Copen) | -        | 17 augustus 2014 |
| S1E3 | James May's Cars of the People | -       | Keuze voor de perfecte auto van het volk (Rolls-Royce Silver Shadow • Lamborghini Countach • Porsche 911)     | -        | 24 augustus 2014 |

## Seizoen 22
Het tweeëntwintigste seizoen werd geopend met de Patagonië special. Deze werd in twee delen uitgezonden direct na kerst 2014. Het eerste deel op zaterdag 27 december, het tweede op zondag 28 december.
| Afl. | Titel                                   | Reviews                                                                 | Uitdagingen | Gast(en)                    | Uitzenddatum     |
| ---- | --------------------------------------- | ----------------------------------------------------------------------- | --- | --------------------------- | ---------------- |
| 167  | Patagonië Special, deel 1               | -                                                                       | Een tocht door Patagonië naar de zuidelijkste stad ter wereld, om te voetballen met auto's tegen Argentinië (Porsche 928 GT • Lotus Esprit V8 • 1971 Ford Mustang Mach 1)                                                                            | -                           | 27 december 2014 |
| 168  | Patagonië Special, deel 2               | -                                                                       | Een tocht door Patagonië naar de zuidelijkste stad ter wereld, om te voetballen met auto's tegen Argentinië (Porsche 928 GT • Lotus Esprit V8 • 1971 Ford Mustang Mach 1)                                                                            | -                           | 28 december 2014 |
| 169  | Seizoen 22, Aflevering 1                | Lamborghini Huracán                                                     | Race door het stedelijk landschap van Sint-Petersburg (Renault Twizy • Pinarello Dogma F8 • hovercraft • openbaar vervoer) | Ed Sheeran                  | 25 januari 2015  |
| 170  | Seizoen 22, Aflevering 2                | -                                                                       | Australische road trip door het Noordelijk Territorium in GT wagens (BMW M6 Gran Coupé • Nissan GT-R en Bentley Continental GT V8S) | Kiefer Sutherland           | 1 februari 2015  |
| 171  | Seizoen 22, Aflevering 3                | -                                                                       | Bouw een ziekenwagen voor minder dan ₤5.000 (Porsche 944 Turbo • Ford Scorpio Kardinaal • Chevrolet G20 V8) | Daniel Ricciardo            | 8 februari 2015  |
| 172  | Seizoen 22, Aflevering 4                | BMW M3 • BMW i8 • Mercedes-AMG GT S                                     | Hammond beklimt een dam met een oude Land Rover Defender | Margot Robbie • Will Smith  | 15 februari 2015 |
| 173  | Seizoen 22, Aflevering 5                | Porsche Cayman GTS • Chevrolet Corvette Stingray C7 • Ferrari LaFerrari | May en Clarkson kijken naar de geschiedenis van Peugeot | Olly Murs                   | 22 februari 2015 |
| 174  | Seizoen 22, Aflevering 6                | Lexus RCF • Lexus LFA                                                   | Hammond is op een berg in Brits-Columbia om een horloge met een ingebouwd noodsignaal te testen. Clarkson en May gaan hem redden (Chevrolet Silverado • Ford F-150 Hennessey VelociRaptor)                                                           | Gillian Anderson            | 1 maart 2015     |
| 175  | Seizoen 22, Aflevering 7                | Jaguar F-Type R • Eagle Low Drag GT • Mazda MX-5 ND                     | May concurreert in een rallycross race met Tanner Foust (Top Gear USA host). | Nicholas Hoult              | 8 maart 2015     |
| 176  | Seizoen 22, Aflevering 8                | -                                                                       | Vind een goedkope klassieke wagen (1978 Fiat 124 Sport Spider • 1972 MG MGB GT • 1986 Peugeot 304 S Cabriolet) • Leef de SUV lifestyle voor minder dan ₤250 (1998 Vauxhall Frontera Sport RS • 1997 Jeep Cherokee XJ • 2001 Mitsubishi Pajero Pinin) | -                           | 28 juni 2015     |
| -    | Gecancelde segmenten, Afleveringen 8-10 | Subaru Impreza WRX STi • Volkswagen Golf R                              | Trio van luxe limousines | Gary Lineker • Henry Cavill | 15-29 maart 2015 |

### Cars of the People
| Afl. | Titel                          | Reviews | Uitdagingen | Gast(en)   | Uitzenddatum    |
| ---- | ------------------------------ | ------- | --- | ---------- | --------------- |
| S2E1 | James May's Cars of the People | -       | Onderzoek naar de naoorlogse Britse en Amerikaanse auto-industrie (Jaguar E-Type • Datsun 260Z • Ford Mustang • Toyota Celica) | Damon Hill | 24 januari 2016 |
| S2E2 | James May's Cars of the People | -       | Geschiedenis van vierwielaandrijving (Land Rover • Toyota Land Cruiser • Audi Quattro)                                         | -          | 31 januari 2016 |
| S2E3 | James May's Cars of the People | -       | Hoe stoomkracht de benzinemotor heeft uitgevonden en de strijd tussen Porsche en TVR (1963 Chrysler Turbine Car)               | Jay Leno   | 7 februari 2016 |

## Seizoen 23
| Afl. | Titel                    | Reviews                                                                                 | Uitdagingen | Gast(en)                                | Uitzenddatum |
| ---- | ------------------------ | --------------------------------------------------------------------------------------- | --- | --------------------------------------- | ------------ |
| 179  | Seizoen 23, Aflevering 1 | Ariel Nomad • Chevrolet Corvette C7 Z06 • Dodge Viper                                   | De presentators strijden tegen de presentators van Top Gear USA (Reliant Rialto • Land Rover Series I • Willys Jeep)                                                                              | Jesse Eisenberg • Gordon Ramsay         | 29 mei 2016  |
| 180  | Seizoen 23, Aflevering 2 | McLaren 675LT                                                                           | Ultieme SUV test (Jaguar F-Pace • Porsche Macan • Mercedes-Benz GLC) | Damian Lewis • Sharleen Spiteri         | 5 juni 2016  |
| 181  | Seizoen 23, Aflevering 3 | Audi R8 • Ferrari F12berlinetta • Ford Focus RS • Honda Civic Type R • Mercedes AMG A45 | Race door Londen in Ken Block's Hoonicorn | Ken Block • Anthony Joshua • Kevin Hart | 12 juni 2016 |
| 182  | Seizoen 23, Aflevering 4 | Tesla Model X • Aston Martin Vulcan                                                     | Venetië "goedkope auto vs. luxe trein" race (2002 Jaguar XJ Exec • 2002 Audi A8 • 1989 Honda Gold Wing)                                                                                           | Bear Grylls • Brian Cox                 | 19 juni 2016 |
| 183  | Seizoen 23, Aflevering 5 | BMW M2 • Zenos E10 S                                                                    | Moderne vs. klassieke Rolls Royce: De inwoners van Dingle stemmen op de beste (Rolls Royce Dawn • 1976 Rolls-Royce Corniche) • Het afleveren van een Jaguar F-Type SVR op de Autosalon van Genève | Jennifer Saunders • Paul Hollywood      | 26 juni 2016 |
| 184  | Seizoen 23, Aflevering 6 | Ford Mustang GT • Ford Mustang EcoBoost • Honda NSX • Porsche 911 R                     | Oldtimers met moderne technologie (Aston Martin DB5 • Eagle Speedster • MG MGB Roadster) | Patrick Dempsey • Greg Davies           | 3 juli 2016  |

## Seizoen 24
| Afl. | Titel                    | Reviews                               | Uitdagingen | Gast(en)      | Uitzenddatum  |
| ---- | ------------------------ | ------------------------------------- | --- | ------------- | ------------- |
| 185  | Seizoen 24, Aflevering 1 | Ferrari FXX-K                         | Race door Kazachstan van Türkistan naar Kosmodroom Bajkonoer in auto's met hoge kilometerstand (Mercedes-Benz E-Klasse W210 • Volvo V70 Bi-Fuel • Hackney Carriage Austin FX4) | James McAvoy  | 5 maart 2017  |
| 186  | Seizoen 24, Aflevering 2 | Alfa Romeo Giulia Quadrifoglio        | Road Trip door de VS met supercar cabriolets (Porsche 911 Turbo S Cabriolet • Lamborghini Huracán Spyder)                                                                      | David Tennant | 12 maart 2017 |
| 187  | Seizoen 24, Aflevering 3 | Abarth 124 Spider                     | James Bond auto race (Aston Martin DB11 • Mercedes-Benz S 63 AMG) • Volkswagen Golf VII GTI Clubsport S vs. supercars rond de Nürburgring                                      | Tamsin Greig  | 19 maart 2017 |
| 188  | Seizoen 24, Aflevering 4 | -                                     | Race van Dubai naar Oman (Bugatti Chiron • Bentley Mulsanne • Honda HA-420 HondaJet • Ducati 1299 Superleggera) • Renault Twingo GT in reallife klassieke arcade game          | Tinie Tempah  | 26 maart 2017 |
| 189  | Seizoen 24, Aflevering 5 | Ford GT                               | King of the Hammers extreme off-road race | Chris Hoy     | 2 april 2017  |
| 190  | Seizoen 24, Aflevering 6 | Mercedes-AMG GT R                     | Road trip door Cuba van Varkensbaai naar Havana in tweedehands sportauto's (Maserati Biturbo • Chevrolet Camaro)                                                               | Ross Noble    | 16 april 2017 |
| 191  | Seizoen 24, Aflevering 7 | Porsche 718 Cayman S • Avtoros Shaman | Verander een SsangYong Rodius in een luxe jacht | Jay Kay       | 23 april 2017 |

## Seizoen 25
| Afl. | Titel                    | Reviews                                                     | Uitdagingen | Gast(en)                 | Uitzenddatum     |
| ---- | ------------------------ | ----------------------------------------------------------- | --- | ------------------------ | ---------------- |
| 192  | Seizoen 25, Aflevering 1 | -                                                           | Road trip door Utah's wilde westen in V8 supercars (Hennessey Ford Shelby Mustang GT350 R • Jaguar F-Type SVR • McLaren 570GT)                                            | Rob Brydon               | 25 februari 2018 |
| 193  | Seizoen 25, Aflevering 2 | McLaren 720S • McLaren P1                                   | Off-road voertuigentest in Laguna Woods Californië • Race achteruitrijden                                                                                                 | Lee Mack                 | 4 maart 2018     |
| 194  | Seizoen 25, Aflevering 3 | Lexus LC500 • Honda Civic Type R                            | Koop een tweedehands sportwagens voor minder dan ₤6.900/¥1.000.000 voor een trip door Honshu Japan (Nissan Skyline R34 25GT-T • Mazda RX-7) • Vreemde Japanse autocultuur | -                        | 11 maart 2018    |
| 195  | Seizoen 25, Aflevering 4 | Dodge Challenger SRT Demon • Kia Stinger GT-S • Hyundai i30 | Tribute aan de Citroën 2CV | Dara Ó Briain • Ed Byrne | 18 maart 2018    |
| 196  | Seizoen 25, Aflevering 5 | Ferrari 812 Superfast • Chevrolet Camaro ZL1 1LE            | Matt doet een poging op het wereldsnelheidsrecord op land voor een tractor                                                                                                | Vicky McClure            | 25 maart 2018    |
| 197  | Seizoen 25, Aflevering 6 | Alpine A110                                                 | Beste moderne SUV (Alfa Romeo Stelvio • Range Rover Velar • Volvo XC60)                                                                                                   | Jason Manford            | 1 april 2018     |

## Seizoen 26
| Afl. | Titel                    | Reviews                                                                                       | Uitdagingen | Gast(en)        | Uitzenddatum     |
| ---- | ------------------------ | --------------------------------------------------------------------------------------------- | --- | --------------- | ---------------- |
| 198  | Seizoen 26, Aflevering 1 | -                                                                                             | Snelle estate cars in Noorwegen (Porsche Panamera Sport Turismo • Ferrari GTC4Lusso) • Suzuki Ignis vs. Fiat Panda Cross Gurlet Hill climb                                | James Marsden   | 17 februari 2019 |
| 199  | Seizoen 26, Aflevering 2 | BMW M5 • Mercedes-Benz E63 AMG S                                                              | Trip door Sri Lanka met een Tuktuk | Professor Green | 24 februari 2019 |
| 200  | Seizoen 26, Aflevering 3 | Porsche 911 GT2 • Renault Mégane RS                                                           | Bentley Continental GT vs. 2003 Bentley Speed 8 op het Ascari Race Resort                                                                                                 | Gregory Porter  | 3 maart 2019     |
| 201  | Seizoen 26, Aflevering 4 | -                                                                                             | Beste tweedehands luxe auto's voor de 6 uur van Birkett voor minder dan ₤6.000 (1988 Bentley Turbo R • 1992 Mercedes-Benz S-Klasse W140 • 1975 Rolls-Royce Silver Shadow) | Matt Baker      | 10 maart 2019    |
| 202  | Seizoen 26, Aflevering 5 | Ford Fiesta ST • Lamborghini Aventador S • Rolls-Royce Phantom VIII • Aston Martin V8 Vantage | Testen van automatische remsystemen (Volkswagen Arteon) | Stephen Mangan  | 17 maart 2019    |